# Mathilde Flögl

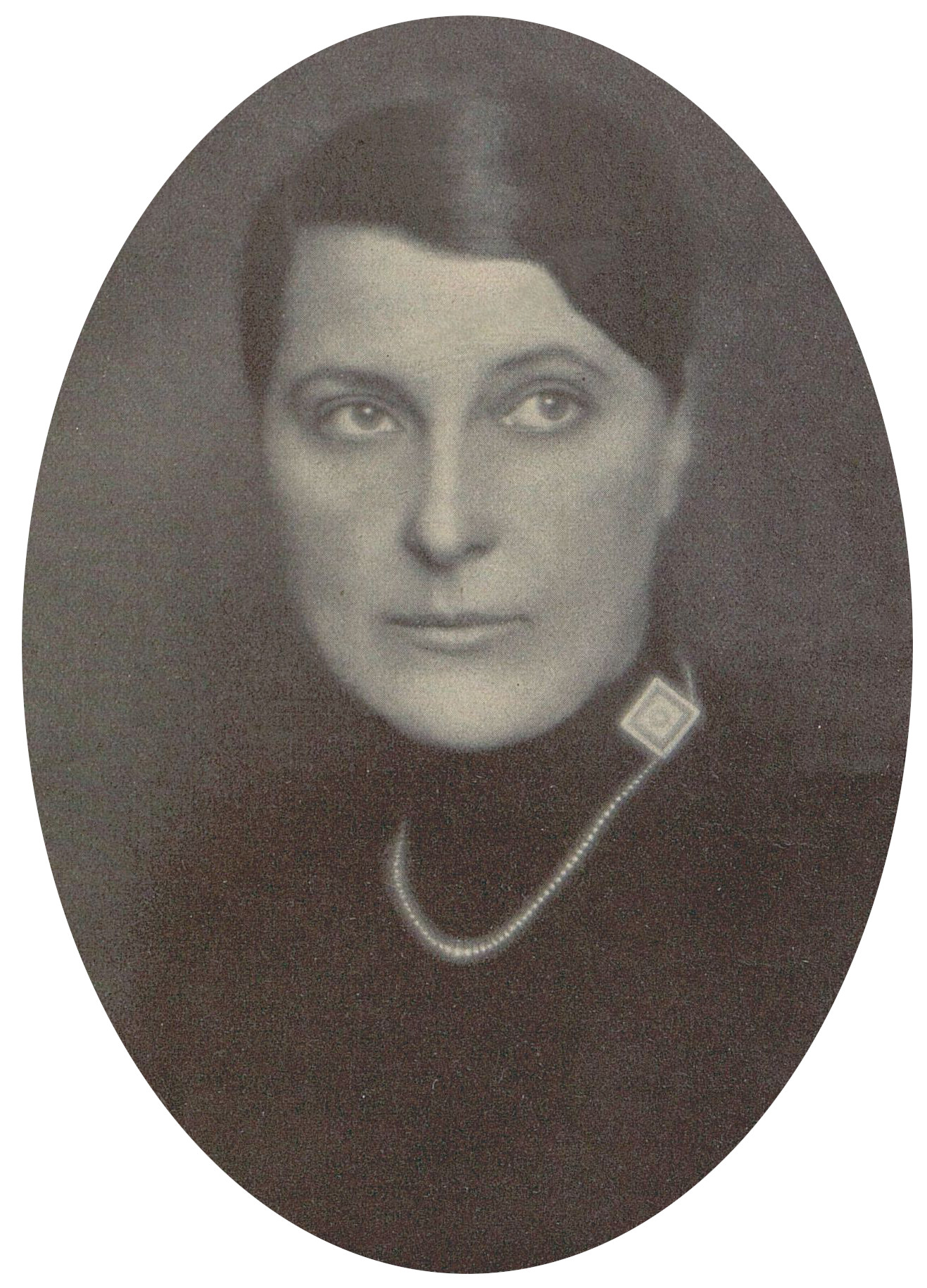
Mathilde Flögl

Mathilde Flögl, auch Flöge (* 9. September 1893 in Mähren, Österreich-Ungarn; † 18. Juli 1958 in Salzburg) war eine österreichische Malerin, Grafikerin und Textilkünstlerin.

## Leben und Werk
Flögl besuchte von 1907 bis 1909 die Kaiserlich-Königliche Fachschule für Weberei in Zwittau. Danach studierte sie von 1909 bis 1916 bei Anton von Kenner, Josef Hoffmann, Alfred Roller, Adele von Stark, Oskar Strnad, Rudolf von Larisch, Franz Čižek an der Kunstgewerbeschule Wien. Sie war von 1916 bis 1931 Mitarbeiterin der Wiener Werkstätte sowie Mitglied der Künstlerwerkstätten in dieser. Sie schuf unter anderem in den von Josef Hoffmann eingerichteten Wohnungen und Geschäftslokalen (Grabencafé) freihändig aufgetragene und schablonierte Wandmalereien. Sie war in fast allen Gebieten des Kunsthandwerks für die Wiener Werkstätte tätig: Keramik, Elfenbein, Leder, Holz, Graphik und Gebrauchsgraphik, Email, Glasdekore, Stoffe, Mode, modische Accessoires, Spitzen, Tüllstickereien, Stofftaschen, Tapeten. Für die Jubiläumsschrift 1928 machte sie die Zusammenstellung, das Layout und veröffentlichte 1929 das Buch: Die Wiener Werkstätte 1903–1928: Die Evolution der modernen angewandten Kunst.  Sie arbeitete mit an den Mappenwerken „Die Mode“ (1914/15) und „Das Leben einer Dame“ (1916). Von 1931 bis 1935 hatte sie ein eigenes Atelier mit den Schwerpunkten Mode und Innenarchitektur. Sie war Mitglied des Österreichischen Werkbundes und der Wiener Frauenkunst. Sie unterrichtete an verschiedenen Schulen und nahm an Ausstellungen in verschiedenen europäischen Städten teil. Ihre Arbeiten befinden sich derzeit in Museen auf der ganzen Welt, so in der Smithsonian Institution in Washington, D.C., im Kyoto Costume Institute in Kyoto und im Museum für Angewandte Kunst in Wien.

## Ausstellungen (Auswahl)
- 1915:  Modeausstellung
- 1917: Stockholm Austrian Art Exhibition
- 1920: Kunstschau
- 1922: Deutsche Gewerbeschau München
- 1925: Internationale Kunstausstellung, Paris
- 1925: Ausstellung Deutscher Frauenkunst
- 1927: Den Haag
- 1928: Die neuzeitliche Wohnung
- 1929: Ausstellung Wiener Raumkünstler
- 1930: Werkbundausstellung